# Marcipalina
Marcipalina là một chi bướm đêm thuộc họ Erebidae.